# Eosentomon lusitanicum
Eosentomon lusitanicum är en urinsektsart som beskrevs av Aldaba 1986. Eosentomon lusitanicum ingår i släktet Eosentomon och familjen trakétrevfotingar. Inga underarter finns listade i Catalogue of Life.